# 中国寺院の庭にて
『中国寺院の庭にて』（ちゅうごくじいんのにわにて）あるいは『中国の寺院の庭で』（ちゅうごくのじいんのにわで）、『中国寺院の庭で』（ちゅうごくじいんのにわで、原題: In a Chinese Temple Garden）はイギリスの作曲家アルバート・ケテルビーにより1923年に作曲された管弦楽のためのライトなクラシック音楽 (en) の曲である。情景音楽作品であり、副題は『東洋風の幻想曲』（英: Oriental Phantasy）で、僧侶たちによる祈禱、2人の恋人たち、結婚式、町中でのどんちゃん騒ぎと続き、寺院の銅鑼が鳴らされて再び静けさを取り戻す様を描き出している。作品は1923年にボズワース（Bosworth）から発表され、ピアノとヴァイオリンによるバージョンも発表された。演奏時間は6分30秒。

## 主題と音楽
この作品はホ短調で、テンポはアンダンテ・モデラートと指定されている。作曲者は情景のあらすじを、短い導入部の後「寺院の僧侶たちの祈禱」（"The Incantation of the Priests in the Temple"）、「お香の香りが空中を漂う」（"The Perfume of Incence Floats on the Air"）と続くとしている。2人の恋人たちはピッツィカートを伴うチェロ、ヴィオラ、オーボエの旋律によって描き出され、やがて騒がしい満州人たちの結婚式が続く。クーリーたちによる諍いは中国音階に基づいたものとなっている。寺院の銅鑼によって静けさが取り戻されて、曲はこれまでに出てきた多くの主題を再び想起させる形で締め括られる。
「寺院の僧侶たちの祈禱」（男声合唱）と、クーリーたちによる諍い（掛け声）では、アルファベットに転写された中国語が用いられている。

## 発表と反応
『中国寺院の庭にて』は1923年ボズワースにより、管弦楽・ピアノ・2台のピアノとヴァイオリン&ピアノによるバージョンが発表された。批評家のロナルド・エヴァー（Ronald Ever）は1958年にケテルビーの「チャイム、オーケストラベル、（あらゆる大きさや民族の）銅鑼、シンバル、ウッドブロック、木琴、ありとあらゆる種類の太鼓といった、人間が知る全ての異国情緒あるノイズメーカー」の使用について書いている。彼曰く、「東洋音楽とはケテルビーの音楽のことだ。がしゃんと鳴るシンバル。小さなぴゅうと鳴るベル。短音階。素早く反復する音色により創り出される驚くほどまでに生々しく刻んでくるステップ。ウッドブロックのかまととぶったポクポク」。
作曲者により行われた作品の歴史的な録音が、2002年に彼の軽音楽全集で再発行された。本曲は『ペルシャの市場にて』を含むケテルビーの他の作品と共に、1992年にロンドン・プロムナード・オーケストラ（London Promenade Orchestra）によって録音され、指揮はアレクサンダー・フェリス（Alexander Faris）が務めた。